# Ognjana Petrowa
Ognjana Georgiewa Petrowa (bulgarisch Огняна Георгиева Петрова; * 20. Dezember 1964 in Swilengrad) ist eine ehemalige bulgarische Kanutin.

## Karriere
Ognjana Petrowa gewann 1987 in Duisburg bei den Weltmeisterschaften ihre erste internationale Medaille, als sie im Zweier-Kajak über 500 Meter Zweite wurde.
Ein Jahr darauf trat sie bei den Olympischen Spielen 1988 in Seoul im Vierer-Kajak an. Mit diesem zog sie nach Platz zwei im Vorlauf direkt ins Finale ein. In einer Rennzeit von 1:42,62 Minuten belegte der bulgarische Vierer hinter der deutschen Mannschaft und dem ungarischen Team den dritten Platz. Neben Petrowa gewannen außerdem Wanja Geschewa, Diana Palijska und Borislawa Iwanowa die Bronzemedaille.